# The Toy
The Toy (prt: Querido Brinquedo; bra: O Brinquedo) é um filme estadunidense de 1982, do gênero comédia, dirigido por Richard Donner.

## Sinopse
Richard Pryor é Jack Brown, escritor desempregado na casa dos trinta anos, e prestes a perder a sua casa por falta de pagamento da hipoteca. Desesperado por um serviço, acaba aceitando trabalhar com o milionário U.S. Bates (Jackie Gleason). Só que o tal emprego consiste em ser o brinquedo de Eric (Scott Schwartz), o filho do milionário que transformará a vida de Jack num inferno.